# Across the Dead-Line
Across the Dead-Line er en amerikansk stumfilm fra 1922 af Jack Conway.

## Medvirkende
- Frank Mayo som John Kidder
- Russell Simpson som Enoch Kidder
- Wilfred Lucas som Aaron Kidder
- Lydia Knott som Charity Kidder
- Molly Malone som Ruth
- Frank Thorwald som Lucas Courtney
- Josef Swickard som Abel
- William Marion som Gillis